# 利皮齊
49°30′5″N 23°46′17″E / 49.50139°N 23.77139°E
利皮齊（烏克蘭語：Липиці），是烏克蘭的村庄，位於該國西部利沃夫州，由斯特雷區米科拉伊夫市镇負責管轄，始建於1487年，面積0.54平方公里，海拔高度254米，2001年人口257，人口密度每平方公里475.93人。